# Unter anderen Umständen: Böse Mädchen
Böse Mädchen ist ein deutscher Fernsehfilm von Judith Kennel aus dem Jahr 2008. Es handelt sich um die dritte Folge der Krimiserie Unter anderen Umständen mit Natalia Wörner in der Hauptrolle.

## Handlung
Der Lehrer Wolfgang Gajewski wird erschlagen auf seinem Segelboot im Schleswiger Hafen gefunden. Kommissarin Jana Winter übernimmt den Fall zusammen mit ihrem Kollegen Matthias Hamm. Erste Ermittlungen führen sie in das berufliche Umfeld und ergeben, dass Gajewski sexuellen Kontakt zu der minderjährigen Schülerin Roxana Weimann hatte. Unweigerlich gerät Roxanas alleinerziehender Vater unter Verdacht, da er als Hausmeister in der Schule arbeitet und von dem Missbrauch erfahren haben könnte. Er leugnet dies zwar, doch hat er für die Tatzeit kein Alibi. Auch eine größere Geldsumme, die in seinem Auto gefunden wird, wirft Fragen auf.
Jana Winter observiert Roxana Weimann, die sehr viel mit ihrer Freundin Rebecca unterwegs ist. Bei ihren gemeinsamen Touren kommt zutage, dass sie über ein Internet-Cafe Kontakt zu Männern suchen. Während eine der beiden den sexuellen Part übernimmt, filmt die andere das Ganze heimlich. Der erste Anschein, dass die Mädchen sich nur vergnügen wollen, erweist sich als Irrtum, denn sie tun dies alles eigentlich nur für ihre dritte Freundin, Raffaella Schuhmacher. Sie kann nach einem Unfall nicht mehr richtig laufen und eine teure Operation in einer Privatklinik könnte ihr helfen. Damit erklärt sich der Ermittlerin das Bargeld in Weimanns Garage.
Nachdem es der Kriminaltechnik gelungen ist, Gajewski Computer zu durchforsten, steht fest, dass sich der Lehrer häufig in Sexforen „herumgetrieben“ und eine Vorliebe für junge Mädchen hatte. Jana Winter erfährt außerdem, dass Mechthild Gajewski doch von den Vorlieben ihres Mannes gewusst hatte, obwohl sie es immer wieder leugnete. Die Kommissarin spricht mit der Witwe und erfährt so, dass diese ihre Töchter beschützen wollte. Ihr Mann hatte begonnen, sich immer mehr für sie zu interessieren. Mechthild Gajewski machte dies Angst und wollte ihren Mann zur Rede stellen. Im Streit hatte sie ihn dann mit dem Bootskompass erschlagen.
Jana Winters Mann Niko hat nach monatelanger Suche eine Arbeit bei einem Windpark in Norwegen angenommen. Damit steht ihre Ehe nicht nur vor der Zerreißprobe, sondern auch vor dem Ende. Auf dem Flug nach Skandinavien stürzt der Helicopter über der Nordsee ab. Weder Tote noch Überlebende können gefunden werden.

## Hintergrund
Böse Mädchen wurde am 13. Oktober 2008 im ZDF als Fernsehfilm der Woche gesendet. In dieser dritten Folge verabschiedet sich Matthias Brandt in seiner Rolle des Niko Brix aus der Serie, der nach einem Hubschrauberabsturz in Norwegen verschollen bleibt.

## Kritiken
Tilmann P. Gangloff von Tittelbach.tv schrieb: „Man glaubt ja gar nicht, was sich im beschaulichen Schleswig so alles abspielt: junge Mädchen geben sich reifen Männern hin, um sie später zu erpressen.“ Insgesamt beurteilt Gangloff diese Episode aber nur als „Mittelmäßiger Whodunit mit sehr viel gelungenerer Privatebene.“
Die Kritiker der Fernsehzeitschrift TV Spielfilm fanden: „Schmollschnutige Lipgloss-Girls, dampfende Duschszenen:  Regisseurin Judith Kennel („Die Lüge“) wählt für ihren Krimi einen chic fotografierten, aber heiklen Lolita-Look. Spannend bleibt der verwegen konstruierte Fall durch den krassen Gegensatz zwischen der ruhigen Idylle Schleswigs und den Abgründen der Charaktere.“ Sie bewerteten die Geschichte als sehr: „Dick aufgetragen.“
Benjamin Müller bei Quotenmeter.de bescheinigt dem Film „einige Veränderungen gegenüber den ersten beiden Teilen“. „So ist der aktuelle Teil nicht mit übertriebenen Action- und Undercover-Szenen ausgeschmückt, sondern bewegt sich im akzeptablen Rahmen. Geblieben sind allerdings die rasanten Kamerafahrten, die meistens Ortwechsel andeuten. Dadurch kommt der Eindruck auf, dass die Ermittler nur von einem Einsatzort zum anderen wechseln, daher fehlt oft ein gewisser Zusammenhang.“